# Campeonato Europeo de Waterpolo Masculino de 2016
El XXXII Campeonato Europeo de Waterpolo Masculino se celebró en Belgrado (Serbia) entre el 10 y el 23 de enero de 2016 bajo la organización de la Liga Europea de Natación (LEN) y la Federación Serbia de Natación. Paralelamente se celebró el XVI Campeonato Europeo de Waterpolo Femenino.
Los partidos se realizaron en la Kombank Arena de la capital serbia. Compitieron en el evento 16 selecciones nacionales afiliadas a la LEN por el título europeo, cuyo anterior portador era el equipo de Serbia, ganador del Europeo de 2014.
El equipo de Serbia conquistó su séptimo título europeo al vencer en la final al equipo de Montenegro con un marcador de 10-8. El conjunto de Hungría ganó la medalla de bronce en el partido por el tercer puesto contra el equipo de Grecia.

## Grupos
| Grupo A      | Grupo B | Grupo C  | Grupo D |
| ------------ | ------- | -------- | ------- |
| Montenegro   | Serbia  | Italia   | Hungría |
| España       | Croacia | Rumanía  | Grecia  |
| Países Bajos | Francia | Alemania | Rusia   |
| Eslovaquia   | Malta   | Georgia  | Turquía |

## Primera fase
- Todos los partidos en la hora local de Belgrado (UTC+1).

Los cuatro equipos de cada grupo pasan directamente a los cuartos de final, que serán disputados así: el primero de grupo A contra el cuarto del B, el segundo del A contra el tercero del B, el tercero del A contra el segundo del B y el cuarto del A contra el primero del B. De la misma manera para los grupos C y D.

### Grupo A
| Equipo       | J | G | E | P | GF | GC | DG  | PTS |
| ------------ | - | - | - | - | -- | -- | --- | --- |
| España       | 3 | 2 | 1 | 0 | 36 | 16 | +20 | 7   |
| Montenegro   | 3 | 2 | 1 | 0 | 36 | 20 | +16 | 7   |
| Países Bajos | 3 | 1 | 0 | 2 | 16 | 33 | -17 | 3   |
| Eslovaquia   | 3 | 0 | 0 | 3 | 15 | 34 | -19 | 0   |

- Resultados

| Fecha | Hora  | Partido    | Partido | Partido      | Resultado |
| ----- | ----- | ---------- | ------- | ------------ | --------- |
| 10.01 | 09:30 | España     | -       | Eslovaquia   | 13-4      |
| 10.01 | 18:15 | Montenegro | -       | Países Bajos | 13-6      |
| 12.01 | 09:30 | Eslovaquia | -       | Países Bajos | 5-6       |
| 12.01 | 18:45 | Montenegro | -       | España       | 8-8       |
| 14.01 | 17:15 | España     | -       | Países Bajos | 15-4      |
| 14.01 | 18:45 | Montenegro | -       | Eslovaquia   | 15-6      |

### Grupo B
| Equipo  | J | G | E | P | GF | GC | DG  | PTS |
| ------- | - | - | - | - | -- | -- | --- | --- |
| Serbia  | 3 | 3 | 0 | 0 | 49 | 16 | +33 | 9   |
| Croacia | 3 | 2 | 0 | 1 | 48 | 20 | +28 | 6   |
| Francia | 3 | 1 | 0 | 2 | 30 | 43 | -13 | 3   |
| Malta   | 3 | 0 | 0 | 3 | 11 | 59 | -48 | 0   |

- Resultados

| Fecha | Hora  | Partido | Partido | Partido | Resultado |
| ----- | ----- | ------- | ------- | ------- | --------- |
| 10.01 | 16:45 | Francia | -       | Malta   | 17-7      |
| 10.01 | 20:30 | Croacia | -       | Serbia  | 6-13      |
| 12.01 | 17:15 | Francia | -       | Croacia | 5-20      |
| 12.01 | 20:15 | Serbia  | -       | Malta   | 20-2      |
| 14.01 | 09:30 | Croacia | -       | Malta   | 22-2      |
| 14.01 | 20:15 | Francia | -       | Serbia  | 8-16      |

### Grupo C
| Equipo   | J | G | E | P | GF | GC | DG  | PTS |
| -------- | - | - | - | - | -- | -- | --- | --- |
| Italia   | 3 | 3 | 0 | 0 | 48 | 11 | +37 | 9   |
| Rumanía  | 3 | 2 | 0 | 1 | 31 | 30 | +1  | 6   |
| Alemania | 3 | 1 | 0 | 2 | 29 | 39 | -10 | 3   |
| Georgia  | 3 | 0 | 0 | 3 | 16 | 44 | -28 | 0   |

- Resultados

| Fecha | Hora  | Partido  | Partido | Partido | Resultado |
| ----- | ----- | -------- | ------- | ------- | --------- |
| 11.01 | 09:30 | Georgia  | -       | Rumanía | 6-12      |
| 11.01 | 18:45 | Alemania | -       | Italia  | 5-16      |
| 13.01 | 09:30 | Alemania | -       | Georgia | 11-9      |
| 13.01 | 18:45 | Rumanía  | -       | Italia  | 5-11      |
| 15.01 | 17:15 | Georgia  | -       | Italia  | 1-21      |
| 15.01 | 18:45 | Alemania | -       | Rumanía | 13-14     |

### Grupo D
| Equipo  | J | G | E | P | GF | GC | DG  | PTS |
| ------- | - | - | - | - | -- | -- | --- | --- |
| Hungría | 3 | 2 | 1 | 0 | 40 | 19 | +21 | 7   |
| Rusia   | 3 | 2 | 0 | 1 | 32 | 28 | +4  | 6   |
| Grecia  | 3 | 1 | 1 | 1 | 37 | 23 | +14 | 4   |
| Turquía | 3 | 0 | 0 | 3 | 19 | 58 | -39 | 0   |

- Resultados

| Fecha | Hora  | Partido | Partido | Partido | Resultado |
| ----- | ----- | ------- | ------- | ------- | --------- |
| 11.01 | 15:45 | Rusia   | -       | Turquía | 17-8      |
| 11.01 | 20:15 | Hungría | -       | Grecia  | 8-8       |
| 13.01 | 15:45 | Turquía | -       | Grecia  | 6-21      |
| 13.01 | 20:15 | Hungría | -       | Rusia   | 12-6      |
| 15.01 | 09:30 | Hungría | -       | Turquía | 20-5      |
| 15.01 | 20:15 | Rusia   | -       | Grecia  | 9-8       |

## Fase final
- Todos los partidos en la hora local de Belgrado (UTC+1).

|  | Octavos de final | Octavos de final |            |         | Cuartos de final | Cuartos de final |  |            | Semifinales      | Semifinales      |        |              | Final        | Final       |  |
|  | 16 y 17 de enero | 16 y 17 de enero |            |         | 18 y 19 de enero | 18 y 19 de enero |  |            | 20 y 21 de enero | 20 y 21 de enero |        |              | 23 de enero  | 23 de enero |  |
|  |                  |                  |            |         |                  |                  |  |            |                  |                  |        |              |              |             |  |
|  |                  |                  |            |         |                  |                  |  |            |                  |                  |        |              |              |             |  |
|  | España           | 14               |            |         |                  |                  |  |            |                  |                  |        |              |              |             |  |
|  | España           | 14               |            |         |                  |                  |  |            |                  |                  |        |              |              |             |  |
|  | Malta            | 3                |            |         |                  |                  |  |            |                  |                  |        |              |              |             |  |
|  | Malta            | 3                |            | España  | 2                |                  |  |            |                  |                  |        |              |              |             |  |
|  |                  |                  |            | España  | 2                |                  |  |            |                  |                  |        |              |              |             |  |
|  |                  |                  | Grecia     | 6       |                  |                  |  |            |                  |                  |        |              |              |             |  |
|  | Rumanía          | 9                | Grecia     | 6       |                  |                  |  |            |                  |                  |        |              |              |             |  |
|  | Rumanía          | 9                |            |         |                  |                  |  |            |                  |                  |        |              |              |             |  |
|  | Grecia           | 15               |            |         |                  |                  |  |            |                  |                  |        |              |              |             |  |
|  | Grecia           | 15               |            |         |                  |                  |  | Grecia     | 7                |                  |        |              |              |             |  |
|  |                  |                  |            |         |                  |                  |  | Grecia     | 7                |                  |        |              |              |             |  |
|  |                  |                  | Serbia     | 13      |                  |                  |  |            |                  |                  |        |              |              |             |  |
|  | Serbia           | 10               | Serbia     | 13      |                  |                  |  |            |                  |                  |        |              |              |             |  |
|  | Serbia           | 10               |            |         |                  |                  |  |            |                  |                  |        |              |              |             |  |
|  | Eslovaquia       | 5                |            |         |                  |                  |  |            |                  |                  |        |              |              |             |  |
|  | Eslovaquia       | 5                |            | Serbia  | 15               |                  |  |            |                  |                  |        |              |              |             |  |
|  |                  |                  |            | Serbia  | 15               |                  |  |            |                  |                  |        |              |              |             |  |
|  |                  |                  | Rusia      | 5       |                  |                  |  |            |                  |                  |        |              |              |             |  |
|  | Rusia            | 9                | Rusia      | 5       |                  |                  |  |            |                  |                  |        |              |              |             |  |
|  | Rusia            | 9                |            |         |                  |                  |  |            |                  |                  |        |              |              |             |  |
|  | Alemania         | 6                |            |         |                  |                  |  |            |                  |                  |        |              |              |             |  |
|  | Alemania         | 6                |            |         |                  |                  |  |            |                  |                  |        | Serbia       | 10           |             |  |
|  |                  |                  |            |         |                  |                  |  |            |                  |                  |        | Serbia       | 10           |             |  |
|  |                  |                  | Montenegro | 8       |                  |                  |  |            |                  |                  |        |              |              |             |  |
|  | Italia           | 16               | Montenegro | 8       |                  |                  |  |            |                  |                  |        |              |              |             |  |
|  | Italia           | 16               |            |         |                  |                  |  |            |                  |                  |        |              |              |             |  |
|  | Turquía          | 2                |            |         |                  |                  |  |            |                  |                  |        |              |              |             |  |
|  | Turquía          | 2                |            | Italia  | 7                |                  |  |            |                  |                  |        |              |              |             |  |
|  |                  |                  |            | Italia  | 7                |                  |  |            |                  |                  |        |              |              |             |  |
|  |                  |                  | Montenegro | 10      |                  |                  |  |            |                  |                  |        |              |              |             |  |
|  | Montenegro       | 11               | Montenegro | 10      |                  |                  |  |            |                  |                  |        |              |              |             |  |
|  | Montenegro       | 11               |            |         |                  |                  |  |            |                  |                  |        |              |              |             |  |
|  | Francia          | 6                |            |         |                  |                  |  |            |                  |                  |        |              |              |             |  |
|  | Francia          | 6                |            |         |                  |                  |  | Montenegro | 8                |                  |        |              |              |             |  |
|  |                  |                  |            |         |                  |                  |  | Montenegro | 8                |                  |        |              |              |             |  |
|  |                  |                  | Hungría    | 5       |                  |                  |  |            |                  |                  |        |              |              |             |  |
|  | Hungría          | 14               | Hungría    | 5       |                  |                  |  |            |                  |                  |        |              |              |             |  |
|  | Hungría          | 14               |            |         |                  |                  |  |            |                  |                  |        |              |              |             |  |
|  | Georgia          | 3                |            |         |                  |                  |  |            |                  |                  |        |              |              |             |  |
|  | Georgia          | 3                |            | Hungría | 8                |                  |  |            |                  |                  |        | Tercer lugar | Tercer lugar |             |  |
|  |                  |                  |            | Hungría | 8                |                  |  |            |                  |                  |        | Tercer lugar | Tercer lugar |             |  |
|  |                  |                  | Croacia    | 5       |                  |                  |  |            |                  |                  |        |              |              |             |  |
|  | Croacia          | 16               | Croacia    | 5       |                  |                  |  |            |                  |                  | Grecia | 10           |              |             |  |
|  | Croacia          | 16               |            |         |                  |                  |  |            |                  |                  | Grecia | 10           |              |             |  |
|  | Países Bajos     | 9                |            |         |                  |                  |  |            |                  |                  |        |              | Hungría      | 13          |  |
|  | Países Bajos     | 9                |            |         |                  |                  |  |            |                  |                  |        |              | Hungría      | 13          |  |
|  |                  |                  |            |         |                  |                  |  |            |                  |                  |        |              |              |             |  |

### Octavos de final
| Fecha | Hora  | Partido    | Partido | Partido      | Resultado |
| ----- | ----- | ---------- | ------- | ------------ | --------- |
| 16.01 | 09:30 | España     | -       | Malta        | 14-3      |
| 16.01 | 17:15 | Montenegro | -       | Francia      | 11-6      |
| 16.01 | 18:45 | Serbia     | -       | Eslovaquia   | 10-5      |
| 16.01 | 20:15 | Croacia    | -       | Países Bajos | 16-9      |
| 17.01 | 09:30 | Italia     | -       | Turquía      | 16-2      |
| 17.01 | 17:15 | Hungría    | -       | Georgia      | 14-3      |
| 17.01 | 18:45 | Rumanía    | -       | Grecia       | 9-15      |
| 17.01 | 20:15 | Rusia      | -       | Alemania     | 9-6       |

### Cuartos de final
| Fecha | Hora  | Partido | Partido | Partido    | Resultado |
| ----- | ----- | ------- | ------- | ---------- | --------- |
| 18.01 | 18:45 | España  | -       | Grecia     | 2-6       |
| 18.01 | 20:15 | Serbia  | -       | Rusia      | 15-5      |
| 19.01 | 18:45 | Italia  | -       | Montenegro | 7-10      |
| 19.01 | 20:15 | Hungría | -       | Croacia    | 8-5       |

### Semifinales
| Fecha | Hora  | Partido    | Partido | Partido | Resultado |
| ----- | ----- | ---------- | ------- | ------- | --------- |
| 20.01 | 20:15 | Grecia     | -       | Serbia  | 7-13      |
| 21.01 | 20:15 | Montenegro | -       | Hungría | 8-5       |

### Tercer lugar
| Fecha | Hora  | Partido | Partido | Partido | Resultado |
| ----- | ----- | ------- | ------- | ------- | --------- |
| 23.01 | 16:15 | Grecia  | -       | Hungría | 10-13     |

### Final
| Fecha | Hora  | Partido | Partido | Partido    | Resultado |
| ----- | ----- | ------- | ------- | ---------- | --------- |
| 23.01 | 17:45 | Serbia  | -       | Montenegro | 10-8      |

## Medallero
| Serbia | Montenegro | Hungría |
| Milan Aleksić Miloš Ćuk Filip Filipović Živko Gocić Nikola Jakšić Dušan Mandić Branislav Mitrović Stefan Mitrović Slobodan Nikić Duško Pijetlović Gojko Pijetlović Andrija Prlainović Sava Ranđjelović | Darko Brguljan Draško Brguljan Aleksandar Ivović Mlađan Janović Nikola Janović Predrag Jokić Dejan Lazović Sasa Misić Vjekoslav Pasković Antonio Petrović Aleksandar Radović Miloš Šćepanović Nikola Vukčević | Bence Bátori Dávid Bisztritsányi Ádám Decker Balázs Erdélyi Miklós Gór-Nagy Balázs Hárai Norbert Hosnyánszky Gábor Kis Krisztián Manhercz Viktor Nagy Márton Vámos Dániel Varga Dénes Varga |
| Dejan Savić (seleccionador) | Vladimir Gojković (seleccionador) | Tibor Benedek (seleccionador) |

Fuente: 

## Estadísticas

### Clasificación general
| 1. Serbia        |
| 2. Montenegro    |
| 3. Hungría       |
| 4. Grecia        |
| 5. España        |
| 6. Italia        |
| 7. Croacia       |
| 8. Rusia         |
| 9. Francia       |
| 10. Rumanía      |
| 11. Alemania     |
| 12. Países Bajos |
| 13. Eslovaquia   |
| 14. Georgia      |
| 15. Malta        |
| 16. Turquía      |

### Máximos goleadores
| N.º | Nombre             | Selección  | Goles | Tiros | %      | Partidos jugados |
| --- | ------------------ | ---------- | ----- | ----- | ------ | ---------------- |
| 1   | Steven Camilleri   | Malta      | 21    | 55    | 38,2 % | 7                |
| 2   | Dénes Varga        | Hungría    | 19    | 39    | 48,7 % | 7                |
| 3   | Andrija Prlainović | Serbia     | 18    | 37    | 48,6 % | 7                |
| 4   | Ioannis Funtulis   | Grecia     | 17    | 42    | 40,5 % | 7                |
| 4   | Tiberiu Negrean    | Rumanía    | 17    | 43    | 39,5 % | 7                |
| 6   | Aleksandar Radović | Montenegro | 16    | 30    | 53,3 % | 7                |
| 7   | Cosmin Radu        | Rumanía    | 15    | 25    | 60,0 % | 7                |
| 7   | Sandro Sukno       | Croacia    | 15    | 39    | 38,5 % | 7                |

Fuente: 